# Hisashi Igawa
Pour les articles homonymes, voir Igawa.
Hisashi Igawa (井川 比佐志, Igawa Hisashi), né le 17 novembre 1936 à Moukden (Mandchoukouo), est un acteur japonais.

## Filmographie partielle

### Au cinéma

#### Années 1950
- 1957 : Un amour pur (純愛物語, Jun'ai monogatari?) de Tadashi Imai
- 1957 : Ikiteiru Koheiji (生きている小平次?) de Nobuo Aoyagi
- 1959 : Le Chemin de l'éternité (人間の条件 第三部望郷篇、第四部戦雲篇?) de Masaki Kobayashi : Masui Ittōhei

#### Années 1960
- 1961 : Kaoyaku akatsukini shisu (顔役暁に死す?) de Kihachi Okamoto
- 1962 : Aobeka monogatari (青べか物語?) de Yūzō Kawashima
- 1962 : Le Traquenard (おとし穴, Otoshiana?) de Hiroshi Teshigahara : le mineur / Otsuka
- 1962 : Hara-kiri (切腹, Seppuku?) de Masaki Kobayashi
- 1963 : Shiro to kuro (白と黒?) de Hiromichi Horikawa : Wakida
- 1964 : Les Trois Samouraïs hors-la-loi (三匹の侍, Sanbiki no samurai?) de Hideo Gosha
- 1965 : Kiri no hata (霧の旗?) de Yōji Yamada : un homme sur le bateau
- 1966 : Le Sang du damné (五匹の紳士, Gohiki no shinshi?) de Hideo Gosha
- 1966 : Les Oies sauvages (雁, Gan?) de Kazuo Ikehiro
- 1966 : Le Visage d'un autre (他人の顔, Tanin no kao?) de Hiroshi Teshigahara : l'homme avec un grain de beauté
- 1966 : La Légende de Zatoïchi : Le Pèlerinage (座頭市海を渡る, Zatōichi umi o wataru?) de Kazuo Ikehiro : Eigoro
- 1966 : Ichiman sanzennin no yōgisha (一万三千人の容疑者?) de Hideo Sekigawa : Mamoru
- 1967 : Soshiki bōryoku (組織暴力?) de Jun'ya Satō
- 1967 : L'Empereur et le Général (日本のいちばん長い日, Nihon no ichiban nagai hi?) de Kihachi Okamoto : Lieutenant de la Kempetai
- 1968 : Wakamono tachi (若者たち?) de Tokihisa Morikawa (ja) : Sakurai
- 1969 : Goyokin, l'or du shogun (御用金, Goyōkin?) de Hideo Gosha : Takeuchi Shinjiro

#### Années 1970
- 1970 : C'est dur d'être un homme : Tora-san est nostalgique (男はつらいよ 望郷篇, Otoko wa tsurai yo: Bōkyō hen?) de Yōji Yamada : Tsuyoshi Kimura
- 1970 : Tora ! Tora ! Tora ! de Richard Fleischer, Kinji Fukasaku et Toshio Masuda : Lieutenant Mitsuo Matsuzaki
- 1970 : Tenka no abarenbō (商魂一代 天下の暴れん坊?) de Seiji Maruyama
- 1970 : Une famille (家族, Kazoku?) de Yōji Yamada
- 1970 : Dodes'kaden (どですかでん, Dodesukaden?) d'Akira Kurosawa : Masuo Masuda
- 1971 : Les Loups (出所祝い, Shussho iwai?) de Hideo Gosha : narrateur
- 1971 : Kataashi no eisu (片足のエース?) de Kazuo Ikehiro
- 1972 : Seifuku no mune no kokoniwa (制服の胸のここには?) de Kunihiko Watanabe (ja) : professeur Kotani
- 1972 : Summer Soldiers (サマー・ソルジャー, Samā sorujā?) de Hiroshi Teshigahara : Ota
- 1972 : La Rivière Shinobu (忍ぶ川, Shinobugawa?) de Kei Kumai : le frère aîné de Tetsuro
- 1972 : Kokyō (故郷?) de Yōji Yamada : Seiichi Ishizaki
- 1974 : Shiawase (しあわせ?) de Hideo Onchi
- 1975 : La Porte de la jeunesse (青春の門, Seishun no mon?) de Kirio Urayama
- 1975 : Waga seishun no toki (わが青春のとき?) de Tokihisa Morikawa (ja) : Kinoshita
- 1975 : Oni no uta (鬼の詩?) de Tetsutarō Murano
- 1975 : L’Archipel des artères (動脈列島, Dōmyaku rettō?) de Yasuzō Masumura : Akashi
- 1975 : Les Fossiles (化石, Kaseki?) de Masaki Kobayashi : Funazu
- 1975 : Harakara (同胞?) de Yōji Yamada
- 1976 : Zone stérile (不毛地帯, Fumō chitai?) de Satsuo Yamamoto
- 1977 : Ashita no hibana (あしたの火花?) de Yūten Tachibana (ja)
- 1977 : Un chemin lointain (遠い一本の道, Toi ippon no michi?) de Sachiko Hidari
- 1977 : Kuroki Tarō no ai to bōken (黒木太郎の愛と冒険?) d'Azuma Morisaki (ja)
- 1977 : Yatsuhaka-mura (八つ墓村?) de Yoshitarō Nomura : Kanji
- 1978 : Double suicide à Sonezaki (曽根崎心中, Sonezaki shinjū?) de Yasuzō Masumura : Kyuemon
- 1978 : L’Automne embrasé (燃える秋, Moeru aki?) de Masaki Kobayashi
- 1979 : L'Étang du démon (夜叉ケ池, Yashagaike?) de Masahiro Shinoda
- 1979 : Gassan (月山?) de Tetsutarō Murano : Iwazo

#### Années 1980
- 1980 : Un océan à traverser (天平の甍, Tenpyō no iraka?) de Kei Kumai
- 1980 : Toki no gake (時の崖?) de Kōbō Abe
- 1981 : Nihon Philharmonic Orchestra: Honoo no dai gogakusho (日本フィルハーモニー物語 炎の第五楽章?) de Seijirō Kōyama
- 1981 : Natsu no wakare (夏の別れ?) de Shinsuke Inoue
- 1981 : L'Affaire Shimoyama (日本の熱い日々 謀殺・下山事件, Nihon no atsui hibi bōsatsu: Shimoyama jiken?) de Kei Kumai : prisonnier coréen
- 1982 : La Tour des lys (ひめゆりの塔, Himeyuri no tō?) de Tadashi Imai : chirurgien militaire Oka
- 1983 : Konnichiwa hānesu (こんにちはハーネス?) de Toshio Gotō (ja)
- 1984 : L'Horizon (地平線, Chihei-sen?) de Kaneto Shindō : Minami
- 1985 : Ran (乱, Ran?) d'Akira Kurosawa : Shuri Kurogane
- 1985 : Tampopo (タンポポ, Tanpopo?) de Jūzō Itami
- 1986 : L'Homme des passions (火宅の人, Kataku no hito?) de Kinji Fukasaku : Tsubono
- 1986 : Uemura Naomi monogatari (植村直己物語?) de Jun'ya Satō : Osamu Uemura
- 1986 : Burakkubōdo (ブラックボード?) de Kaneto Shindō : Vice-principal
- 1986 : Le Palais des fêtes (鹿鳴館, Rokumeikan?) de Kon Ichikawa : Hida
- 1987 : L'Actrice (映画女優, Eiga joyū?) de Kon Ichikawa : Isoya
- 1987 : Jirō monogatari (次郎物語?) de Tokihisa Morikawa (ja)
- 1987 : Hachiko (ハチ公物語, Hachikō monogatari?) de Seijirō Kōyama : Maekawa
- 1988 : Teito monogatari (帝都物語?) d'Akio Jissōji : Ryokichi Tagami
- 1988 : Dōyō monogatari (童謡物語?) de Tokihisa Morikawa (ja)
- 1988 : Another Way: D kikan jōhō (アナザーウェイ Ｄ機関情報, Anazā wei: D kikan jōhō?) de Kōsaku Yamashita
- 1989 : Rikyu (利休, Rikyū?) de Hiroshi Teshigahara : Soji

#### Années 1990
- 1990 : Donmai (ドンマイ?) de Seijirō Kōyama
- 1990 : Rêves (夢, Yume?) d'Akira Kurosawa : ouvrier de la centrale nucléaire
- 1990 : Jugatsu (３－４Ｘ１０月, 3-4x10 Gatsu / San tai yon ekkusu jugatsu?) de Takeshi Kitano : Otomo, le chef du gang
- 1991 : Kamigata kugaizōshi (上方苦界草紙?) de Tetsutarō Murano
- 1991 : Rhapsodie en août (八月の狂詩曲, Hachi-gatsu no kyōshikyoku?) d'Akira Kurosawa : Tadao
- 1991 : Guerre et Jeunesse (戦争と青春, Sensō to seishun?) de Tadashi Imai : Yuta Hanafusa
- 1991 : Nakibokuro (泣きぼくろ?) d'Eiichi Kudō : Junji Mizuta
- 1992 : La Princesse Go (豪姫, Gō-hime?) de Hiroshi Teshigahara : Tokugawa Ieyasu
- 1992 : La Mousse lumineuse (ひかりごけ, Hikarigoke?) de Kei Kumai : le procureur
- 1992 : Femme dans un enfer d'huile (女殺油地獄, Onna goroshi abura no jigoku?)  de Hideo Gosha
- 1992 : Histoire singulière à l'est du fleuve (濹東綺譚, Bokutō kidan?) de Kaneto Shindō : Kan Kikuchi
- 1993 : Madadayo (まあだだよ, Maadadayo?) d'Akira Kurosawa : Takayama
- 1993 : Koya chōken bō oboegaki (ＫＯＹＡ澄賢房覚え書?) de Tetsutarō Murano
- 1993 : Fusa (その木戸を通って, Sono kido o tōtte?) de Kon Ichikawa : Yoshizuka
- 1994 : Les 47 Rōnin (四十七人の刺客, Shijūshichinin no shikaku?) de Kon Ichikawa : Magodayū Okuda
- 1995 : Kike wadatsumi no koe Last Friends (きけ、わだつみの声 Last Friends?) de Masanobu Deme
- 1995 : Le Fleuve profond (深い河, Fukai kawa?) de Kei Kumai : Isobe
- 1995 : Asian Blue (エイジアン・ブルー 浮島丸サコン, Eijian Burū: Ukishima maru sakon?) de Hiromichi Horikawa
- 1995 : Demain (あした, Ashita?) de Nobuhiko Ōbayashi
- 1996 : Kiri no shigosen (霧の子午線?) de Masanobu Deme : Yabe
- 1996 : Le Village aux huit tombes (八つ墓村, Yatsu haka mura?) de Kon Ichikawa : l'avocat Suwa
- 1998 : Mikeneko Hōmuzu no suiri: Direkutāzu katto (三毛猫ホームズの推理 ＜ディレクターズ・カット＞?) de Nobuhiko Ōbayashi
- 1998 : Sada (SADA〜戯作・阿部定の生涯, Sada: Gesaku · Abe Sada no shōgai?) de Nobuhiko Ōbayashi : enquêteur
- 1998 : Yūjō Friendship (友情 Ｆｒｉｅｎｄｓｈｉｐ, Yūjō furendo shippu?) de Seiji Izumi (ja)
- 1998 : Bullet Ballet (バレット・バレエ?) de Shin'ya Tsukamoto : Kudo
- 1999 : Après la pluie (雨あがる, Ame agaru?) de Takashi Koizumi : Kihei Ishiyama

#### Années 2000
- 2001 : Le Chemin des lucioles (ホタル, Hotaru?) de Yasuo Furuhata : Yōji Fujieda
- 2001 : Hotoke (ほとけ?) de Hitonari Tsuji : Tetsuzo
- 2002 : Une lettre de la montagne (阿弥陀堂だより, Amidado dayori?) de Takashi Koizumi : le père de Sayuri
- 2003 : 13 kaidan (13階段?) de Masahiko Nagasawa
- 2003 : Sayonara, Kuro (さよなら、クロ?) de Jōji Matsuoka : Tokujiro Okouchi
- 2003 : Keep on Rocking (キープ・オン・ロッキン, Kīpu on rokkin?) de Kazuyuki Morosawa (ja)
- 2004 : Han'ochi (半落ち?) de Kiyoshi Sasabe
- 2004 : Warau Iemon (嗤う伊右衛門?) de Yukio Ninagawa
- 2005 : 8-gatsu no Kurisumasu (８月のクリスマス?) de Shun'ichi Nagasaki
- 2005 : Les Hommes du Yamato (男達の大和, Otoko-tachi no Yamato?) de Jun'ya Satō : le président
- 2006 : La Formule préférée du professeur (博士の愛した数式, Hakase no aishita sūshiki?) de Takashi Koizumi
- 2006 : Kenchō no hoshi (県庁の星?) de Hiroshi Nishitani : Kanji Shimizu
- 2006 : Tannka (短歌?) de Yōko Aki (ja)
- 2007 : Kitokito! (キトキト！?) de Yasuhiro Yoshida (ja) : Yujiro
- 2008 : Maboroshi no yamataikoku (まぼろしの邪馬台国?) de Yukihiko Tsutsumi : organisateur du Prix Yoshikawa Eiji
- 2009 : Beauty utsukushimono (Beauty うつくしいもの?) de Toshio Gotō (ja)
- 2009 : Tsurugidake: Ten no ki (劔岳 点の記?) de Daisaku Kimura (ja)

#### Années 2010
- 2010 : Villain (悪人, Akunin?) de Lee Sang-il : Katsuji Shimizu
- 2014 : Haru o seotte (春を背負って?) de Daisaku Kimura (ja)
- 2014 : Higurashi no ki (蜩ノ記?) de Takashi Koizumi
- 2015 : Kuchibiru ni uta o (くちびるに歌を?) de Takahiro Miki
- 2015 : Foujita de Kōhei Oguri
- 2016 : La Cantine de minuit 2 (続・深夜食堂, Zoku shin'ya shokudō?) de Jōji Matsuoka

### À la télévision
- 1968 : Otoko wa tsurai yo (男はつらいよ?) (série télévisée) : Hiroshi Suwa
- 1995 : Hiroshima de Koreyoshi Kurahara et Roger Spottiswoode

## Distinctions

### Décorations
- 2002 : récipiendaire de la médaille au ruban pourpre
- 2008 : récipiendaire de l'ordre du Soleil levant de quatrième classe

### Récompenses
- 1971 : prix Kinema Junpō du meilleur acteur pour Une famille et Dodes'kaden[2],[3]
- 1971 : prix Mainichi du meilleur acteur pour Une famille[4]
- 1973 : prix Kinema Junpō du meilleur acteur pour La Rivière Shinobu et Kokyō[5],[3]
- 1986 : prix Mainichi du meilleur acteur dans un second rôle pour Ran et Tampopo[6]

### Nominations
- 1992 : prix du meilleur acteur dans un second rôle pour Kamigata Kugaizoshi, Rhapsodie en août, Guerre et Jeunesse et Nakibokuro[7]